# Oroszlános emlékmű (Remscheid)

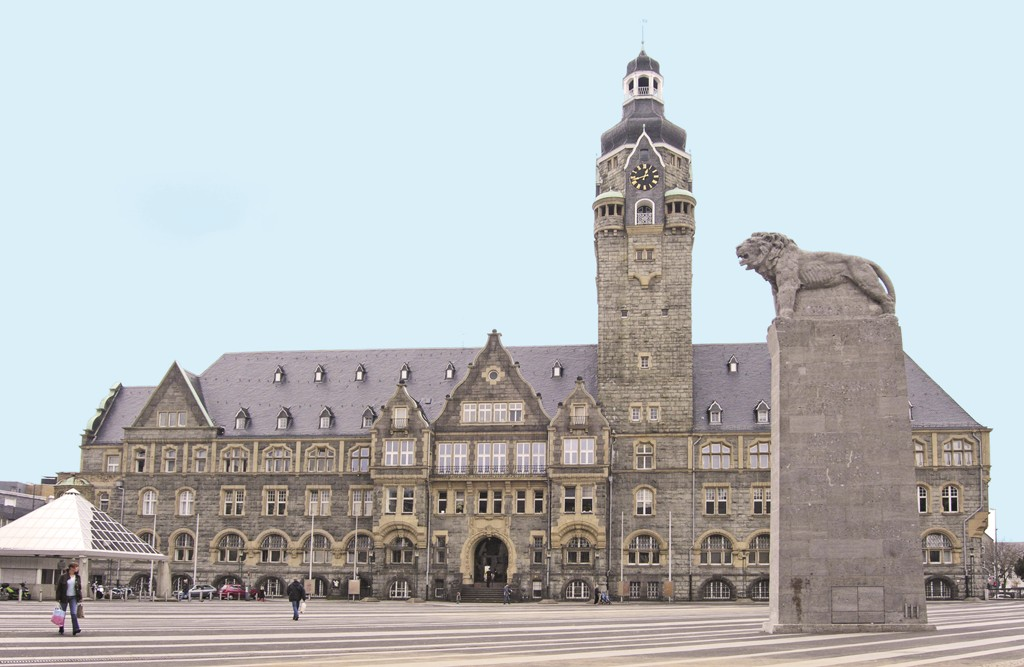
A Theodor-Heuss-Platz a városházával és az oroszlános emlékművel

A remscheidi Theodor-Heuss-Platzon található oroszlános emlékmű egy 1939-ben felavatott emlékmű, amely a Berg hercegségi oroszlánt ábrázolja, és a város egyik nevezetességének számít.

## Helyszín és építészet

Összehasonlításképpen: az oroszlán ábrázolása Berg hercegség címerállataként

Az emlékmű a Theodor-Heuss-Platzon található, a remscheidi városháza előtt. A 13,5 méter magas, kagylós mészkőből készült sztélén egy oroszlán szobra áll. A sztélé felületébe vésett felirat a következő: "Bergisches Land címerállata 1225 óta". A szabadon kőből faragott, több mint három és fél méter magas oroszlánszobor eltér a Berg hercegségi oroszlán szokásos ábrázolásaitól; nem áll egyenesen, és hiányzik a jellegzetes kettős farok. Az emlékmű monumentális megjelenésében megfelel a nemzetiszocialista korszak szobrai stílusának.

## Sztori
Az emlékművet Willy Meller kölni szobrászművész készítette Walther Hartmann polgármester javaslatára a remscheidi városi tanács nevében, és 1939. május 1-jén ünnepélyesen avatták fel a helyi NSDAP-csoportok 27 000 párttagja előtt egy nagygyűlés és zászlófelvonás keretében. Az emlékmű, amelyet akkoriban Adolf Hitlernek szenteltek, a következő feliratot viselte: "Hálából a Nagynémet Birodalom megteremtőjének". Az emlékmű sértetlenül vészelte át a második világháborút és az 1943. július 30–31-i pusztító légitámadást.
A háború befejezése után a feliratot eltávolították. Amikor 1966-ban a városháza terét átalakították, az oroszlános emlékmű a helyén maradt. 1986 decemberében műemlékké nyilvánították. A 2019-es felújítás során felhívások hangzottak el egy tájékoztató tábla elhelyezésére, amely megemlékezne az emlékmű eredetéről.

## Fordítás
Ez a szócikk részben vagy egészben  a   Löwendenkmal (Remscheid) című német Wikipédia-szócikk fordításán alapul.  Az eredeti cikk szerkesztőit annak laptörténete sorolja fel. Ez a jelzés csupán a megfogalmazás eredetét és a szerzői jogokat jelzi, nem szolgál a cikkben szereplő információk forrásmegjelöléseként.